# Intermedia (sztuka)
Intermedia – termin wprowadzony w połowie lat sześćdziesiątych przez artystę Fluxusa – Dicka Higginsa, aby opisać nienazwane, często trudne do zidentyfikowania, interdyscyplinarne działania, które zaczęły się w tym czasie rozpowszechniać. Stąd działania na granicy rysunku i poezji lub malarstwa i teatru, mogą być nazywane intermediami. Powtarzalność takich zdarzeń spowodowała, że zyskały one własne nazwy (np. poezja wizualna lub performance).
Higgins opisał trend panujący wśród najbardziej interesujących nowych dziedzin sztuki jako tendencję do przekraczania granic uznanych mediów lub nawet łączenia obszarów pogranicza sztuki z mediami, które dotychczas nie były uznawane za artystyczne formy wyrazu (np. komputery).

“Jednym z powodów, który sprawia, że twórczość Duchampa fascynuje w tym samym czasie, kiedy głos Picassa zamiera, jest fakt, że prace pierwszego z nich sytuują się w istocie pomiędzy mediami, pomiędzy rzeźbą i czymś jeszcze, podczas gdy prace Picassa są łatwo klasyfikowalne jako malarstwo. Podobnie, przez wtargnięcie do przestrzeni między kolażem a fotografią, Niemiec John Heartfield stworzył prawdopodobnie najlepsze grafiki stulecia...”

Higgins, z typową dla siebie skromnością, często zaznaczał, że to Samuel Taylor Coleridge posłużył się tym terminem jako pierwszy.
W 1968 roku Hans Breder założył pierwszy kierunek uniwersytecki w Stanach Zjednoczonych oferujący stopień magistra w dziedzinie intermediów. Na Wydziale Intermediów Uniwersytetu w Iowa dyplomy zdobyli tacy artyści jak Ana Mendieta i Charles Ray. Ponadto program rozwinął ważną tradycję zapraszania artystów takich jak Dick Higgins, Vito Acconci, Allan Kaprow, Karen Finley, Robert Wilson, po to, by pracowali bezpośrednio ze studentami Intermediów.
Przez lata termin intermedia był używany, w szczególności przez środowisko uniwersyteckie w Iowa, zamiennie z terminem multi-media. Jednakże niedawno ten drugi termin został przyporządkowany mix-mediom w sztuce oraz mediom elektronicznym w kulturze popularnej. Obie te dziedziny mają wiele wspólnego z intermediami, jednak sam termin intermedia przyjął się jako określenie działań interdyscyplinarnych.
Dwa inne znaczące uniwersyteckie programy skupiające się na dziedzinie Intermediów to Program Intermediów na Uniwersytecie Stanowym w Arizonie oraz Magisterskie Studia Intermediów na Uniwersytecie w Maine – założone i prowadzone przez eksperta od Fluxusu – Owena Smitha.
W Polsce do higginsowskiego pojęcia intermediów nawiązuje program Wydziału Intermediów w Akademii Sztuk Pięknych w Krakowie. Kierunek i Katedra Intermediów zostały tam utworzone w roku 2007 z inicjatywy Antoniego Porczaka i Artura Tajbera, a wydział w roku 2012. Program wydziału opiera się m.in. na materiałach przekazanych prof. Arturowi Tajberowi przez - wówczas emerytowanego profesora Uniwersytetu Iowa - Hansa Bredera.